# 桑·史提芬魯圖
桑·史提芬魯圖（英語：Shane Stefanutto，1980年1月12日—），是一名澳洲職業足球員，司職左閘，現效力澳職球會布里斯班獅吼。
2010年加盟並效力至今，一直在球隊左路防線的支柱，2004-08年曾於挪超踢球，曾效力利尼史特朗。